# FIBA EuroCup 2006-2007
La FIBA EuroCup 2006-2007 è stata la quarta edizione della FIBA Eurocup organizzata dalla FIBA Europe. In tutto hanno partecipato 31 squadre provenienti da 19 paesi.
La coppa è stata vinta dall'Akasvayu Girona.

## Squadre partecipanti
| Paese       | # squadre | Squadre          | Squadre              | Squadre          |
| ----------- | --------- | ---------------- | -------------------- | ---------------- |
| Russia      | 3         | Lokomotiv Kuban' | Zenit S. Pietroburgo | Ural Great Perm' |
| Ucraina     | 3         | Azov. Mariupol'  | Chimik Južnyj        | B.K. Kiev        |
| Francia     | 3         | Digione          | BCM Gravelines       | ASVEL            |
| Grecia      | 2         | Paniōnios        | Maroussi             |                  |
| Spagna      | 2         | Estudiantes      | Akasvayu Girona      |                  |
| Turchia     | 2         | Bandırma Banvit  | Türk Telekom         |                  |
| Belgio      | 2         | Spirou Charleroi | Liegi                |                  |
| Israele     | 2         | Ironi Nahariya   | Mac. Rishon LeZion   |                  |
| Lettonia    | 2         | Barons Rīga      | ASK Rīga             |                  |
| Cipro       | 1         | AEL Limassol     |                      |                  |
| Romania     | 1         | Asesoft Ploiești |                      |                  |
| Ungheria    | 1         | Atomerőmű        |                      |                  |
| Bulgaria    | 1         | CSKA Sofia       |                      |                  |
| Italia      | 1         | Virtus Bologna   |                      |                  |
| Rep. Ceca   | 1         | ČEZ Nymburk      |                      |                  |
| Paesi Bassi | 1         | Amsterdam        |                      |                  |
| Serbia      | 1         | Vojvodina        |                      |                  |
| Lituania    | 1         | Šiauliai         |                      |                  |
| Estonia     | 1         | Kalev/Cramo      |                      |                  |

## Stagione regolare

### Gruppo A
|    | Squadra          | P | V | S | PF  | PS  | Diff |
| -- | ---------------- | - | - | - | --- | --- | ---- |
| 1. | Estudiantes      | 6 | 5 | 1 | 551 | 524 | +27  |
| 2. | Digione          | 6 | 4 | 2 | 496 | 475 | +21  |
| 3. | Ironi Nahariya   | 6 | 3 | 3 | 513 | 505 | +8   |
| 4. | Asesoft Ploiești | 6 | 0 | 6 | 519 | 575 | -56  |

### Gruppo B
|    | Squadra              | P | V | S | PF  | PS  | Diff |
| -- | -------------------- | - | - | - | --- | --- | ---- |
| 1. | Zenit S. Pietroburgo | 6 | 5 | 1 | 470 | 396 | +74  |
| 2. | Spirou Charleroi     | 6 | 4 | 2 | 418 | 409 | +9   |
| 3. | Chimik Južnyj        | 6 | 3 | 3 | 457 | 467 | -10  |
| 4. | Barons Rīga          | 6 | 0 | 6 | 384 | 457 | -73  |

### Gruppo C
|    | Squadra          | P | V | S | PF  | PS  | Diff |
| -- | ---------------- | - | - | - | --- | --- | ---- |
| 1. | Lokomotiv Kuban' | 6 | 4 | 2 | 451 | 397 | +54  |
| 2. | Azov. Mariupol'  | 6 | 4 | 2 | 454 | 417 | +37  |
| 3. | Bandırma Banvit  | 6 | 4 | 2 | 456 | 414 | +42  |
| 4. | Atomerőmű        | 6 | 0 | 6 | 379 | 512 | -133 |

### Gruppo D
|    | Squadra            | P | V | S | PF  | PS  | Diff |
| -- | ------------------ | - | - | - | --- | --- | ---- |
| 1. | Akasvayu Girona    | 6 | 6 | 0 | 519 | 432 | +87  |
| 2. | Šiauliai           | 6 | 2 | 4 | 494 | 502 | -8   |
| 3. | BCM Gravelines     | 6 | 2 | 4 | 479 | 522 | -43  |
| 4. | Mac. Rishon LeZion | 6 | 2 | 4 | 452 | 488 | -36  |

### Gruppo E
|    | Squadra     | P | V | S | PF  | PS  | Diff |
| -- | ----------- | - | - | - | --- | --- | ---- |
| 1. | Liegi       | 4 | 3 | 1 | 293 | 261 | +32  |
| 2. | Kalev/Cramo | 4 | 2 | 2 | 283 | 284 | -1   |
| 3. | B.K. Kiev   | 4 | 1 | 3 | 277 | 308 | -31  |

### Gruppo F
|    | Squadra     | P | V | S | PF  | PS  | Diff |
| -- | ----------- | - | - | - | --- | --- | ---- |
| 1. | Maroussi    | 6 | 5 | 1 | 452 | 411 | +41  |
| 2. | ASK Rīga    | 6 | 3 | 3 | 450 | 449 | +1   |
| 3. | ČEZ Nymburk | 6 | 3 | 3 | 454 | 460 | -6   |
| 4. | Vojvodina   | 6 | 1 | 5 | 419 | 455 | -36  |

### Gruppo G
|    | Squadra          | P | V | S | PF  | PS  | Diff |
| -- | ---------------- | - | - | - | --- | --- | ---- |
| 1. | Türk Telekom     | 6 | 5 | 1 | 506 | 470 | +36  |
| 2. | Paniōnios        | 6 | 4 | 2 | 487 | 446 | +41  |
| 3. | Ural Great Perm' | 6 | 2 | 4 | 461 | 490 | -29  |
| 4. | CSKA Sofia       | 6 | 1 | 5 | 474 | 522 | -48  |

### Gruppo H
|    | Squadra        | P | V | S | PF  | PS  | Diff |
| -- | -------------- | - | - | - | --- | --- | ---- |
| 1. | Virtus Bologna | 6 | 5 | 1 | 540 | 404 | +136 |
| 2. | AEL Limassol   | 6 | 4 | 2 | 494 | 454 | +40  |
| 3. | ASVEL          | 6 | 3 | 3 | 495 | 456 | +39  |
| 4. | Amsterdam      | 6 | 0 | 6 | 361 | 576 | -215 |

## Top 16

### Gruppo I
|    | Squadra      | P | V | S | PF  | PS  | Diff |
| -- | ------------ | - | - | - | --- | --- | ---- |
| 1. | Estudiantes  | 6 | 5 | 1 | 488 | 419 | +69  |
| 2. | AEL Limassol | 6 | 5 | 1 | 449 | 418 | +31  |
| 3. | Liegi        | 6 | 1 | 5 | 462 | 511 | -49  |
| 4. | Šiauliai     | 6 | 1 | 5 | 490 | 541 | -51  |

### Gruppo J
|    | Squadra              | P | V | S | PF  | PS  | Diff |
| -- | -------------------- | - | - | - | --- | --- | ---- |
| 1. | Azov. Mariupol'      | 6 | 5 | 1 | 457 | 395 | +62  |
| 2. | Zenit S. Pietroburgo | 6 | 4 | 2 | 429 | 393 | +36  |
| 3. | ASK Rīga             | 6 | 3 | 3 | 413 | 476 | -63  |
| 4. | Maroussi             | 6 | 0 | 6 | 427 | 462 | -35  |

### Gruppo K
|    | Squadra          | P | V | S | PF  | PS  | Diff |
| -- | ---------------- | - | - | - | --- | --- | ---- |
| 1. | Türk Telekom     | 6 | 5 | 1 | 471 | 452 | +19  |
| 2. | Paniōnios        | 6 | 3 | 3 | 426 | 405 | +21  |
| 3. | Lokomotiv Kuban' | 6 | 3 | 3 | 429 | 431 | -2   |
| 4. | Spirou Charleroi | 6 | 1 | 5 | 413 | 451 | -38  |

### Gruppo L
|    | Squadra         | P | V | S | PF  | PS  | Diff |
| -- | --------------- | - | - | - | --- | --- | ---- |
| 1. | Akasvayu Girona | 6 | 6 | 0 | 592 | 487 | +105 |
| 2. | Virtus Bologna  | 6 | 4 | 2 | 530 | 508 | +22  |
| 3. | Digione         | 6 | 2 | 4 | 470 | 534 | -64  |
| 4. | Kalev/Cramo     | 6 | 0 | 6 | 453 | 516 | -63  |

## Quarti di finale
| Squadra 1            | Serie | Squadra 2    | Gara 1  | Gara 2  | Gara 3 * |
| -------------------- | ----- | ------------ | ------- | ------- | -------- |
| Zenit S. Pietroburgo | 0 - 2 | Estudiantes  | 70 - 80 | 74 - 78 | -        |
| Virtus Bologna       | 2 - 0 | Türk Telekom | 95 - 87 | 59 - 54 | -        |
| Akasvayu Girona      | 2 - 1 | Paniōnios    | 69 - 82 | 76 - 68 | 83 - 49  |
| Azov. Mariupol'      | 2 - 1 | AEL Limassol | 79 - 85 | 88 - 63 | 97 - 69  |

## Final Four
Dal 13 al 15 aprile 2007, al Pabellón Municipal Girona-Fontajau di Gerona
|  | Semifinali      | Semifinali      | Semifinali      |                 |                 | Finale          | Finale          | Finale          |  |
|  |                 |                 |                 |                 |                 |                 |                 |                 |  |
|  | Akasvayu Girona | Akasvayu Girona | 89              |                 |                 |                 |                 |                 |  |
|  | Akasvayu Girona | Akasvayu Girona | 89              |                 |                 |                 |                 |                 |  |
|  | Estudiantes     | Estudiantes     | 58              |                 |                 |                 |                 |                 |  |
|  | Estudiantes     | Estudiantes     | 58              |                 | Akasvayu Girona | Akasvayu Girona | 79              |                 |  |
|  |                 |                 |                 |                 | Akasvayu Girona | Akasvayu Girona | 79              |                 |  |
|  |                 |                 | Azov. Mariupol' | Azov. Mariupol' | 72              |                 |                 |                 |  |
|  | Azov. Mariupol' | Azov. Mariupol' | Azov. Mariupol' | Azov. Mariupol' | 72              | 74              |                 |                 |  |
|  | Azov. Mariupol' | Azov. Mariupol' |                 |                 |                 | 74              |                 |                 |  |
|  | Virtus Bologna  | Virtus Bologna  | 73              |                 |                 | Finale 3º posto | Finale 3º posto | Finale 3º posto |  |
|  | Virtus Bologna  | Virtus Bologna  | 73              |                 |                 |                 |                 |                 |  |
|  |                 |                 |                 |                 |                 |                 |                 |                 |  |
|  |                 |                 |                 |                 |                 | Estudiantes     | Estudiantes     | 62              |  |
|  |                 |                 |                 |                 |                 | Estudiantes     | Estudiantes     | 62              |  |
|  |                 |                 |                 |                 |                 | Virtus Bologna  | Virtus Bologna  | 80              |  |

| FIBA EuroCup 2006-2007    |
| ------------------------- |
| Akasvayu Girona 1º titolo |

## Squadra vincitrice
| N° | Naz.                   | Ruolo | Sportivo              |  | Alt. |  |
| -- | ---------------------- | ----- | --------------------- |  | ---- |  |
| 4  | Croazia (bandiera)     | C     | Dalibor Bagarić       |  | 216  |  |
| 5  | Serbia (bandiera)      | P     | Marko Marinović       |  | 183  |  |
| 6  | Serbia (bandiera)      | AP    | Marko Kešelj          |  | 208  |  |
| 7  | Italia (bandiera)      | AG    | Gregor Fučka          |  | 215  |  |
| 8  | Spagna (bandiera)      | P     | Víctor Sada           |  | 192  |  |
| 9  | Lituania (bandiera)    | AP    | Dainius Šalenga       |  | 197  |  |
| 10 | Slovenia (bandiera)    | P     | Arriel McDonald       |  | 189  |  |
| 11 | Stati Uniti (bandiera) | G     | Bootsy Thornton       |  | 195  |  |
| 12 | Spagna (bandiera)      | AP    | Fernando San Emeterio |  | 199  |  |
| 13 | Spagna (bandiera)      | C     | Germán Gabriel        |  | 207  |  |
| 15 | Spagna (bandiera)      | C     | Marc Gasol            |  | 216  |  |
| 20 | Stati Uniti (bandiera) | AG    | Darryl Middleton      |  | 202  |  |
|    | Serbia (bandiera)      | All.  | Svetislav Pešić       |  |      |  |